# أييلو دل فريولي
اللغة الفريولية
أيييلو دل فريولي (Aiello del Friuli) (Daèl) هي بلدية تقع في كيان اللامركزية الإقليمية أوديني، ضمن إقليم فريولي-فينيتسيا جوليا في شمال شرق إيطاليا، على بعد حوالي 45 كم شمال غرب ترييستي و25 كم جنوب شرق أوديني.

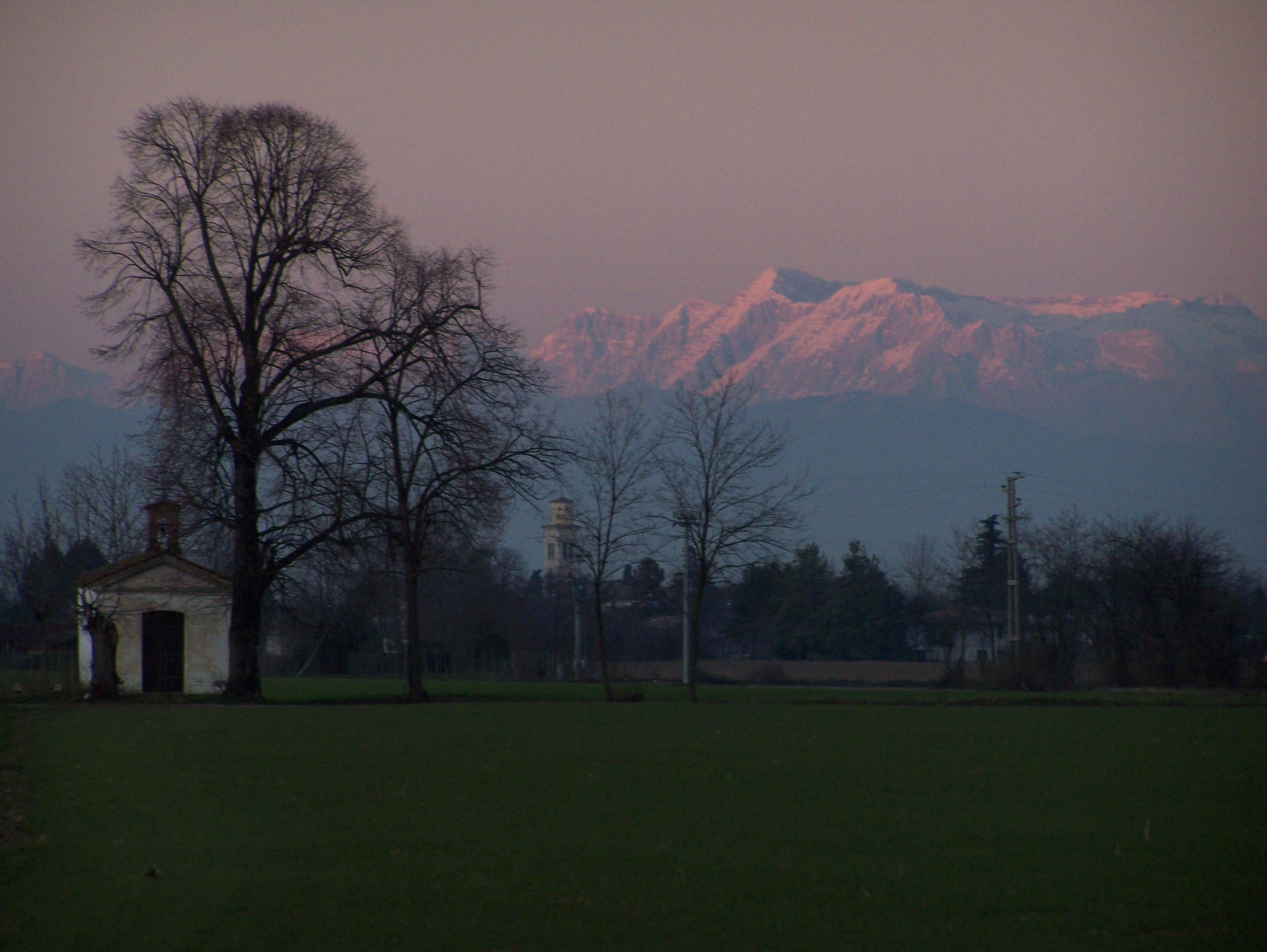
كنيسة مادونا ديل آيتو (أو ديل سوكّورسو أو أنكونا كولّوريدو) الواقعة في كولّوريدو، أيييلو

تشترك بلدية أيييلو دل فريولي في الحدود مع البلديات التالية:
باجناريا أرسّا، كامبولونغو آل تورّي، تشفينيانو دل فريولي، رودا، سان فيتو آل تورّي، فيسكو.
قرية جوانيس (Joannis) التابعة للبلدية هي مسقط رأس إنزو بيرزوت، اللاعب والمدرب السابق للمنتخب الإيطالي، والذي فاز بكأس العالم لكرة القدم لعام 1982 كمدرب للمنتخب.

## وصلات خارجية
- الموقع الرسمي
- ilpaesedellemeridiane.com